# Leskovdol
Leskovdol (bulgariska: Лесковдол) är en ort i Bulgarien.   Den ligger i regionen Sofijska oblast, i den västra delen av landet, 30 km norr om huvudstaden Sofia. Leskovdol ligger 874 meter över havet och antalet invånare är 81.
Terrängen runt Leskovdol är kuperad. Runt Leskovdol är det ganska glesbefolkat, med 28 invånare per kvadratkilometer.. Närmaste större samhälle är Svoge, 7,0 km väster om Leskovdol. 
I omgivningarna runt Leskovdol växer i huvudsak lövfällande lövskog.